# Lift Off
『Lift Off』（リフト・オフ）は、2019年11月15日にApple MusicとiTunes Store限定の配信でリリースされたBAD HOPのEPである。

## 概要
本作は配信も行っているApple Music企画のプロジェクトとして始動した。BAD HOPとして初の海外での制作となり、ドレイク、ミーゴス、ケンドリック・ラマー、ヤング・サグといったアーティストのヒット曲を手がける海外プロデューサー達と制作されたアルバムである。レコーディングはアメリカ合衆国のロサンゼルスのスタジオで行われた。制作が行われたスタジオ「Chalice Recording Studios」はこれまでにジェイ・Zやエイサップ・ロッキー、ニプシー・ハッスルなどといったラッパーの作品が作られたスタジオでもある。配信前からBAD HOPのSNSアカウントでも少しずつ内容が公開されていた。
BAD HOPのメンバーであるYZERRは、これまでのように日本で音楽制作を行っていると日本風な方向に合わせてしまうところに不満を抱いていたというが、海外制作を通じメンバーの中での意識改革や、これからの活動のモチベーションに繋がったと語っており、「海外で成功する壁はデカいと思う。でも、自分としては、今までずっと探していた“入り口”へのドアの場所がやっと見えたという感じ。」と振り返っている。同時にYZERRは「メンバーみんなが共通で感じたことは、悔しいという気持ち。スキルやレベルが足りないなと思うこともありました。」と語っており、これからもクオリティを高め、日本のヒップホップをもっと世界に知ってもらえるように動きたいと述べている。
Apple Musicではスタジオでの「Lift off」の制作風景を収めたショートフィルム「BAD HOP: LIFT OFF」の配信も同時に行われた。
『Lift Off』のリリースとともに、これまでYouTubeの公式チャンネルで公開していたミュージック・ビデオを全て非公開または削除している。

## 収録曲解説
1曲目の「JET」は、第61回グラミー賞で合計6部門にノミネートされた実績を持つマーダー・ビーツがプロデュースを手掛けた。この楽曲はロサンゼルスでの制作で最初に手をつけた曲であり、飛行機の中での高揚感や、ロサンゼルスに着いて初めて空港の外に出た時の空気感を曲にしたと当楽曲に参加したメンバーのYellow Patoは語っている。また、同じく当楽曲に参加したメンバーのG-k.i.dは、Uberやメルローズのような言葉を入れ、実際にロサンゼルスで体験したことなどをリリックに入れたという。
2曲目の「Double Up」は、アトランタを中心とするトラップ・ブームの立役者としても知られるメトロ・ブーミンがプロデュースを担当。ブーミンは過去にカニエ・ウェストやザ・ウィークエンドらのプロデュースも担当している。2倍に増やすという意味のタイトルであるDouble Upはメンバー全員の話し合いで決定し、アメリカに行って次のステージを目指しながら、知名度やお金も含めてもっと倍にしていこうという意味が込められている。当楽曲に参加したメンバーのT-Pablowは、この曲のビートが疾走感のあるものだったので、トレンド感を押し出すよりはスタンダードなラップが合うと感じ、レコーディングに挑んだという。
3曲目の「Ichimanyen」は、ケンドリック・ラマーの代表曲の「Humble.」やビヨンセの「Formation」等のプロデューサーとして知られるマイク・ウィル・メイド・イットがプロデュースを担当。BAD HOPのメンバーが待つスタジオに登場するとすぐに未発表の自分のビートを聴かせ、その場でメンバーたちにマイクを渡し、フリースタイルを要求したという。タイトルのIchimanyenは一万円のことであり、このビートでお金のことを歌ったら面白いなとYZERRは感じたという。マイク・ウィル・メイド・イットのビートに日本っぽさがあると感じたため、すごく分かりやすい日本語のワードをタイトルに付けたいとの意向からこのタイトルとなった。
4曲目の「Poppin」は、近年R&Bシンガーのエラ・メイを発掘し、トータル・プロデュースを手掛けたことでも知られるDJマスタードがプロデュースを担当。これまでにYGやタイガ、タイ・ダラー・サインなどのプロデュースも手掛けている。当楽曲に参加したBarkは、激しいビートの為、その分難しかったとコメントしている。2曲目の「Double Up」とは違うガツガツした感じを出したかった為、そのようなフロウが得意なメンバーのBenjazzyにフックの部分をお願いしたという。
5曲目の「Dead Coaster」は、ウィージーがプロデュースを担当。タイトルには"死と隣り合わせ"という意味が込められている。
6曲目の「Foreign」は、5曲目の「Dead Coaster」のプロデュースも務めたウィージーにターボが加わり、制作された。YZERRはこの楽曲について、これまでBAD HOPがやってきた雰囲気をアップデートした1曲とコメントしており、「僕たちは日本人として産まれて来たけど、ずっと海外の流行り物を身に付けて、海外の音楽を聴いて親しみを感じていた。だからこそ、日本人としてのプライドや、日本人の自分にしかできないフロウで勝負したいと思って、リリックもそう言った気持ちを込めて書いています。」と述べている。ビートを聴いた時に日本を連想させる霧がかかってるような竹林のイメージが浮かび、フロウも自然に浮かんだという。この竹林のイメージは木村太一が監督を務め、制作されたミュージック・ビデオで再現されている。

## 収録曲
| #  | タイトル                                                     | 作詞                                  | 作曲                      | 編曲 | 時間 |
| -- | ------------------------------------------------------------ | ------------------------------------- | ------------------------- | ---- | ---- |
| 1. | 「JET（feat. G-k.i.d, Yellow Pato & Tiji Jojo）」            | G-k.i.d, Yellow Pato & Tiji Jojo      | Murda Beatz               |      | 3:49 |
| 2. | 「Double Up（feat. Tiji Jojo, Benjazzy, Vingo & T-PABLOW）」 | Tiji Jojo, Benjazzy, Vingo & T-PABLOW | Metro Boomin and Doughboy |      | 3:32 |
| 3. | 「ICHIMANYEN（feat. YZERR, Vingo & Benjazzy）」              | YZERR, Vingo & Benjazzy               | Mike WiLL Made-It         |      | 3:48 |
| 4. | 「Poppin（feat. Benjazzy, YZERR & Bark）」                   | Benjazzy, YZERR & Bark                | Mustard                   |      | 3:27 |
| 5. | 「Dead Coaster（feat. T-PABLOW, Benjazzy & G-k.i.d）」       | T-PABLOW, Benjazzy & G-k.i.d          | Wheezy                    |      | 2:56 |
| 6. | 「Foreign（feat. YZERR & Tiji Jojo）」                       | YZERR & Tiji Jojo                     | Wheezy&Turbo              |      | 2:58 |

## チャート
| チャート（2019年）                                                                   | 最高 順位 |
| ------------------------------------------------------------------------------------ | --------- |
| オリコン週間 デジタルアルバムランキング （オリコン）                                 | 3         |
| オリコン週間 合算アルバムランキング （オリコン）                                     | 33        |
| Billboard JAPANダウンロード・アルバム・チャート“Download Albums” （Billboard JAPAN） | 3         |